# Joeri Sjvets
Joeri Borisovitsj Sjvets (Russisch: Юрий Борисович Швец, Oekraïens: Юрій Борисович Швець) (Cherson, 1952) is een voormalig majoor van de Russische veiligheidsdienst KGB in de periode 1980-1990. Hij studeerde internationaal recht aan de Universiteit van de Vriendschap der Volkeren. Van 1985-1987 was hij gestationeerd in de Verenigde Staten in de Washingtonse residentie met als dekmantel journalist voor het Russische persbureau ITAR-TASS.
In de Verenigde Staten recruiteerde Sjvets twee belangrijke agenten: Socrates en Spoetnitsa. Socrates was een voormalig adviseur van Jimmy Carter tijdens diens regeerperiode, Spoetnitsa was een in Washington werkzame journaliste.
In 1994 publiceerde hij een egodocument over zijn belevenissen als spion in Amerika, wat hem op een uitreisverbod uit Rusland kwam te staan. Hij vertrok daarop uit Rusland en ging wonen in Amerika.
In 2006 was Sjvets een kroongetuige in de vergiftigingszaak rondom voormalig FSB-agent Aleksandr Litvinenko.